# 比耶省
比耶省（葡萄牙語：Província de Bié）位於安哥拉，與庫安多古班哥省、南廣薩省、萬博省、威拉省、南倫達省、馬蘭哲省、莫希科省等省份相鄰。